# Хімічне датування
Хімічне датування (англ. chemical dating, рос. химическое датирование) — визначення часу певної події за зміною хімічного складу речовин. Наприклад, в живих організмах зустрічаються лише L-ізомери амінокислоти, після смерті амінокислоти зазнають рацемізації, перетворюючись в D-ізомери, отже за співвідношенням цих ізомерів можна оцінити час смерті організму. 